# Guy Janiszewski
Pour les articles homonymes, voir Janiszewski.
Guy Janiszewski, né le 24 janvier 1959 à Milmort, est un coureur cycliste belge. Il a été professionnel de 1981 à 1985.

## Palmarès

### Palmarès amateur
- 1977
  -  Champion de Belgique de poursuite par équipes juniors
  -  Champion de Belgique de course aux points juniors
  - 2e du championnat de Belgique de poursuite juniors
  - 3e du championnat de Belgique du kilomètre juniors
- 1978
  - 3e du championnat de Belgique militaire sur route
- 1979
  - 3e du Tour de Guadeloupe
  - 3e de Liège-Nandrin
- 1980
  - Liège-Antheit
  - 2e du championnat de Belgique amateurs

### Palmarès professionnel
- 1981
  - 6e étape du Tour de Catalogne

## Résultats sur les grands tours

### Tour de France
2 abandons
- 1982 : 101e
- 1983 : 77e

### Tour d'Italie
1 participation
- 1984 : hors délais (14e étape)

### Tour d'Espagne
1 participation
- 1983 : non-partant (14e étape)